# Serra do Mar
Serra do Mar (portugalski za "Morsko gorje") je područje planina i litica koje se pruža duž 1500 km atlantske obale jugoistočnog Brazila, od brazilske savezne države Espírito Santo na sjeveru, do juga države Santa Catarina; uglavnom u državama Paraná i São Paulo. Glavne litice tvore prirodnu granicu između priobalja i unutarnje visoravni (planalto) srednje visine od 500 do 1.300 m.
Gorja ovog područja su nepovezana i stoga imaju individualna imena poput Serra de Bocaina, Serra de Paranapiacaba, Serra Negra, Serra do Indaiá, i dr. Također uključuju i neka velike priobalne otoke kao što su Ilhabela i Ilha Anchieta. Svojom visinom od 2.255 metara Pico da Caledônia na granici općina Nova Friburgo i Cachoeiras de Macacu (država Rio de Janeiro) je najviši vrh područja Serra do Mar.
Geološki ovo područje pripada velikoj visoravni kristalnih stijena koje tvore istočnu Južnu Ameriku, nastale prije oko 60 milijuna godina, i tektonski je veoma stabilno.
U vrijeme otkrića Brazila (1500.) Serra do Mar je bio veoma raznolik ekosustav tropske kišne šume poznat kao Atlantska šuma (Mata Atlântica). No, zahvaljujući urbanizaciji i sječi šume izvorni šumski pokrivač je isključivo sačuvan u klancima i morskim liticama. Zbog toga su ova područja upisana na UNESCO-ov popis mjesta svjetske baštine u Amerikama 1999. godine kao "najbolji i najpotpuniji primjer atlantskih šuma Brazila".
U ovom području se 25 zaštićenih područja (rezervata prirode, bioloških rezervata i nacionalnih parkova) ukupne površine od oko 468.193 ha, koji su biološki najbogatije područje za proučavanje povijesti evolucije atlantskih šuma. Također, od brda pokrivenih gustim šumama, do močvara, priobalnih otoka s izoliranim planinama i dinama, ovo područje predstavlja slikovit prirodni okoliš velike ljepote. Ona se odlikuje i bioraznolikošću velike endemičnosti, što u postotcima iznosi 70% od 450 vrsta drveća, 85% primata i 39% sisavaca od 120 vrsta (kao što su jaguar, ocelot, šumski pas, vidra La Plata, ali i novootkriveni i kritično ugroženi lavlji tamarin i dr.), što je najveći broj vrsta sisavaca u Brazilu. Tu obitava i oko 350 vrsta ptica kao što su harpija i rijetka Aburria jacutinga.
- 3D model Serra do Mar 200 km od Sao Paola
- Nacionalni park Serra dos Órgãos
- Pico do Paraná
- Pico do Marumbi
- Rijeka Paraibuna Paulista

## Vanjske poveznice
- Atlantska šuma (port.)
- Izvor i evolucija Serra do Mar  Arhivirana inačica izvorne stranice od 11. listopada 2011. (Wayback Machine) (port.)